# グリーゼ445
グリーゼ445（Gliese 445、GJ 445）は、きりん座の方角にある赤色矮星である。現在は、太陽系から約17光年の距離にあり、視等級は10.8である。北回帰線より北の地域では、1晩中、1年中沈むことがないものの、暗いため肉眼では観測できない。グリーゼ445は赤色矮星で、太陽と比べて小さく、質量は太陽の1/4程度しかない。
| 太陽 | グリーゼ445 |
| ---- | ----------- |
| 太陽 | Exoplanet   |

## ボイジャー1号との接近
太陽系を脱出したNASAの探査機ボイジャー1号は、およそ4万年以内にグリーゼ445に接近し、太陽からの距離よりもグリーゼ445までの距離の方が短くなる。最接近時、ボイジャー1号はグリーゼ445から1.7光年以内を通過するとみられるが、その頃にはボイジャー1号は動作していないと考えられる。最接近時の位置からでも、グリーゼ445の予想される明るさは、5.8等級と肉眼で見えるギリギリの明るさである。

## 太陽との接近

2万年前から8万年後までに、太陽系に接近する主な恒星とその距離。グリーゼ445は、およそ4万5000年後に最も近づく。

ボイジャー1号がゆっくりとグリーゼ445へ接近する航路をとっているのとはまた別に、グリーゼ445自身は、急速に太陽へ近づきつつある。およそ4万5000年後、グリーゼ445は太陽から3.44光年（1.054パーセク）まで接近すると予想されている。ただし、この距離まで接近しても、グリーゼ445の明るさは7.3等級と予想され、肉眼で見える程には明るくならない。